# 스탠딩낮도마뱀붙이

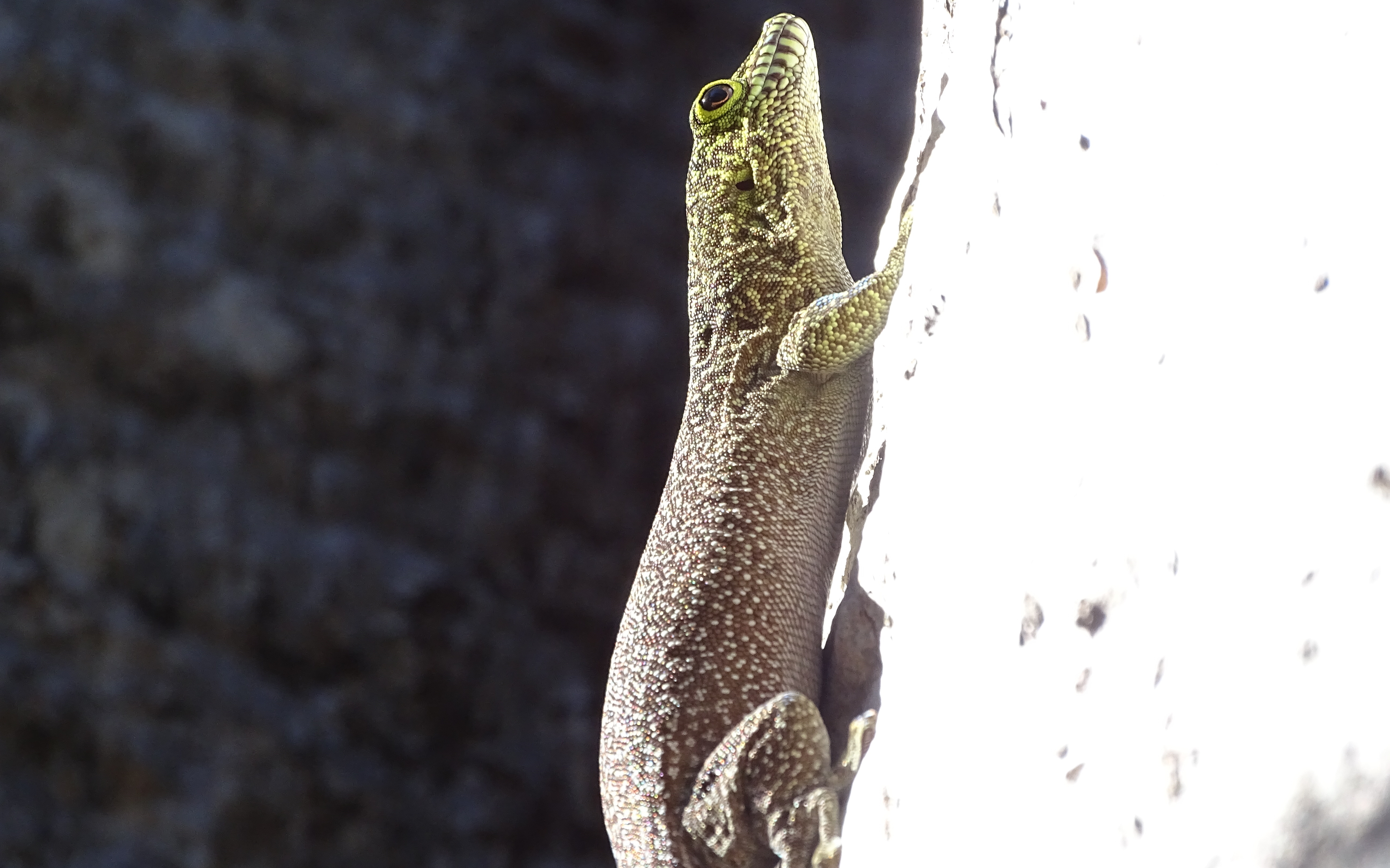
좀비쎄-보히바시아 국립공원(:en:Zombitse-Vohibasia National Park)에서

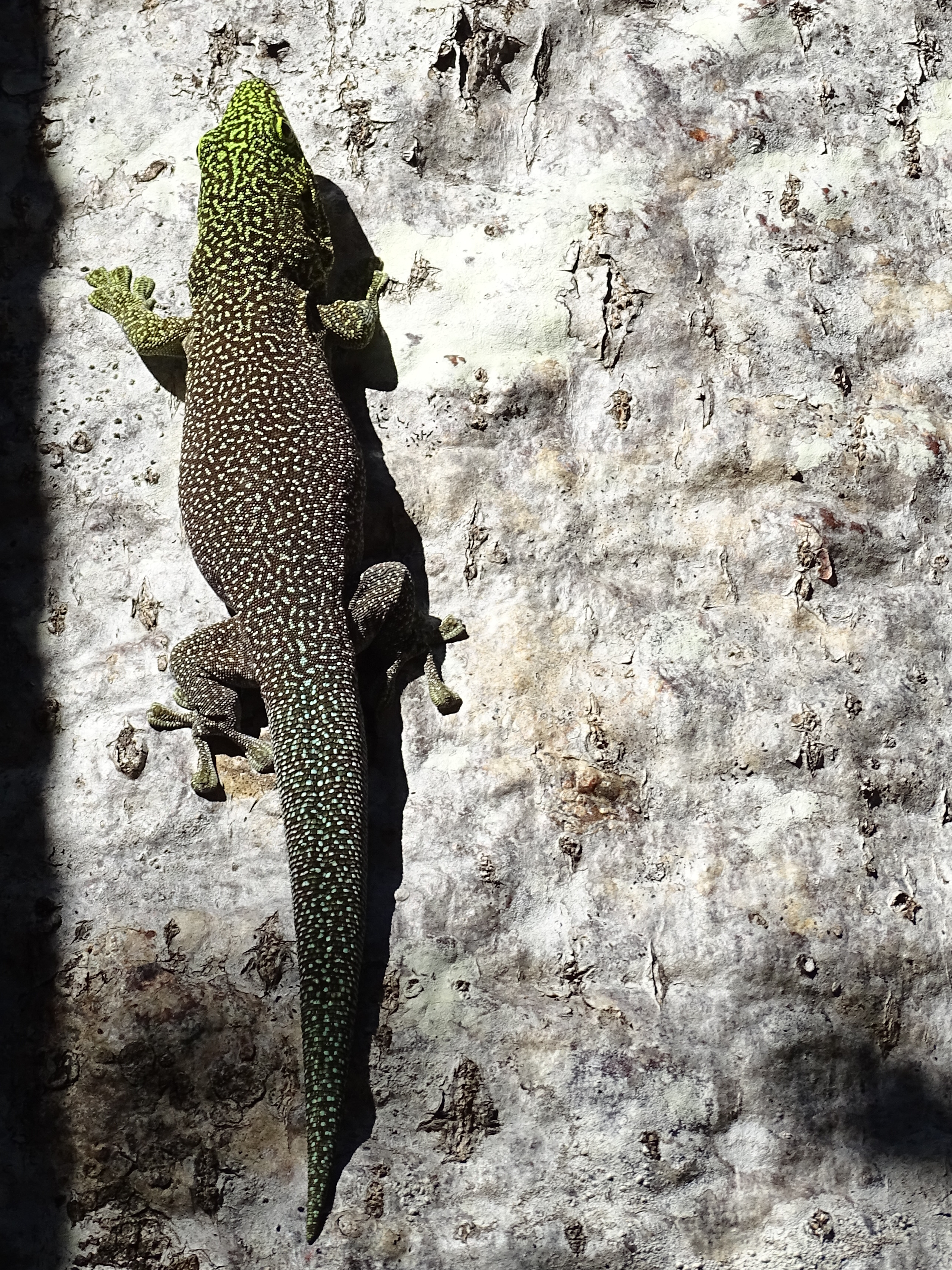
좀비쎄-보히바시아 국립공원(:en:Zombitse-Vohibasia National Park)에서

스탠딩 데이 게코(Standing's day gecko)라 불리는 스탠딩낮도마뱀붙이(Phelsuma standingi)는 수목성(en:arboreal), 주행성 도마뱀붙이류의 일종이다. 스탠딩낮은 마다가스카르에 고유하며 낮도마뱀붙이속에서 제일 큰 종 중 하나다. 스탠딩낮은 불법 애완동물 거래와 서식지 파괴 때문에 멸종 위기에 처해있다. 스탠딩낮은 주로 곤충과 꽃꿀을 먹는다.

## 어원
속명 Phelsuma는 네덜란드의 내과의였던 무크 반 펠숨(:en:Murk van Phelsum)의 성씨를 라틴어화(en:Latinization)한 것이다. 종명 standingi는 마다가스카르 안타나나리보의 내과의 허버트 폭스 스탠딩(:en:Herbert F. Standing)을 기린 것이다.

## 형태
스탠딩낮은 현존(en:Neontology)하는 제일 거대한 낮도마뱀붙이류 중 하나이며 꼬리까지 최대 28cm에 달한다. 몸은 다양한 색을 띄는데, 주로 명도에 따라 갈린다. 회갈색, 연두색이나 청록색 바탕에, 몸과 머리에 회색, 청색 그물모양 무늬가 나있다. 머리와 꼬리는 보통 청록색이다. 새끼는 머리는 황록색이고, 등에는 밝은 색의 이어지거나 끊어진 줄무늬가 나있다.
스탠딩낮은 성적 이형성을 띈다. 수컷의 배설강 부위는 항문전공과 불룩한 반음경(en:hemipeins)이 도드라져있다. 대부분의 암컷은 목 양 옆에 내림프칼슘낭이 크게 자라나있으며, 수컷은 거의 티가 나지 않는다. 저장된 칼슘은 알껍데기를 만드는 데 쓰인다.

## 분포
스탠딩낮은 마다가스카르의 건조한 남서부 지역, 특히 안드라놀라호(en:Andranolaho), 사카라하(en:Sakaraha), 좀비체-보히바시아 국립공원(:en:Zombitse-Vohibasia National Park) 주변부에 서식한다. 이 지역에는 독특한 가시나무 식생이 자라난다. 기온은 해가 떠있을 때는 20 °C (68 °F) 밑으로 떨어지는 법이 없고, 그늘에서조차 40 °C (104 °F)까지 치솟는다. 7,8월에는 밤에 기온이 13 °C (55 °F)까지 떨어진다.

## 습성
스탠딩낮은 다양한 곤충 따위의 무척추동물을 먹는다. 부드럽고 달달한 과일, 꽃가루, 꽃꿀도 먹는다.
스탠딩낮은 나무 위에서만 살아가며, 짝을 이뤄 지내고, 전망이 탁 트인 높은 나뭇가지 위에서 햇볕을 쬐며 많은 시간을 보낸다. 수컷은 영역에 대한 집착이 강하며, 다른 수컷이 보이면 싸운다; 암컷은 다른 암컷한테 공격성을 보이는데, 도마뱀붙이류에서는 드문 특성이다.
스탠딩낮은 난생한다. 알은 온도가 28 °C (82 °F)일 때 60–70 일 후에 부화한다. 신생아는 꼬리까지 80 mm에 달하고, 1년 후에 성숙한다.

## 참고 문헌
- Henkel, F.-W.; Schmidt, W. (1995). Amphibien und Reptilien Madagaskars, der Maskarenen, Seychellen und Komoren. Stuttgart: Ulmer. ISBN 3-8001-7323-9
- McKeown, Sean (1993). The general care and maintenance of day geckos. Lakeside, California: Advanced Vivarium Systems.